# Indische Badmintonmeisterschaft 1981/82
Die Indische Badmintonmeisterschaft der Saison 1981/1982 fand Anfang 1982 in Kochi statt. Es war die 46. Austragung der nationalen Titelkämpfe im Badminton in Indien.

## Finalergebnisse
| Disziplin    | Sieger                      | Finalist   | Ergebnis   |
| ------------ | --------------------------- | ---------- | ---------- |
| Herreneinzel | Syed Modi                   | Uday Pawar | 15-5, 15-9 |
| Dameneinzel  | Madhumita Bisht             | Ami Ghia   | 11-4, 11-4 |
| Herrendoppel | Partho Ganguli Vikram Singh |            |            |
| Damendoppel  | Kanwal Thakar Singh Sunita  |            |            |
| Mixed        | Sanat Misra Madhumita Bisht |            |            |